# Dyckia brevifolia
Dyckia brevifolia là một loài thực vật có hoa trong họ Bromeliaceae. Loài này được Baker mô tả khoa học đầu tiên năm 1871.

## Hình ảnh

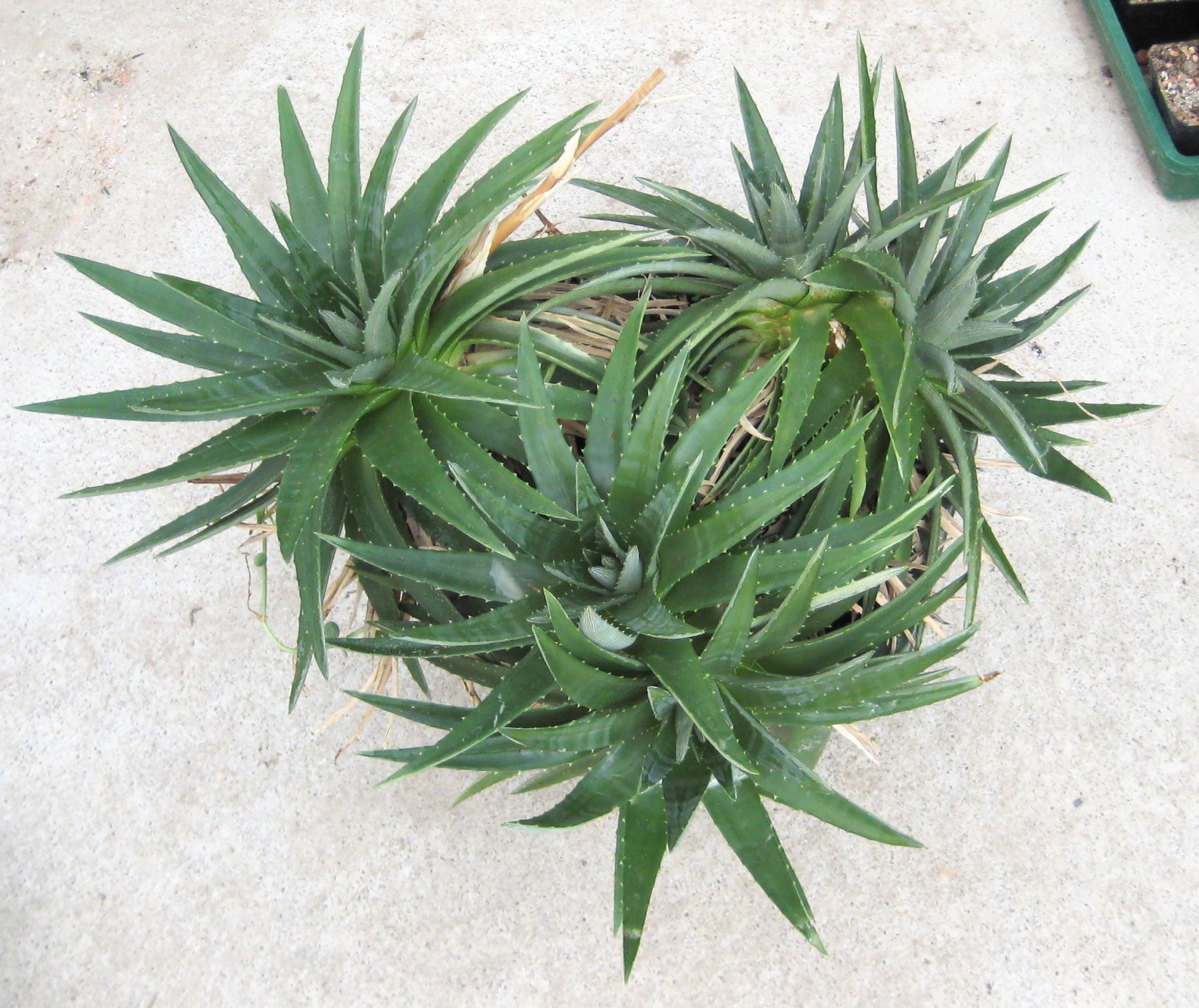
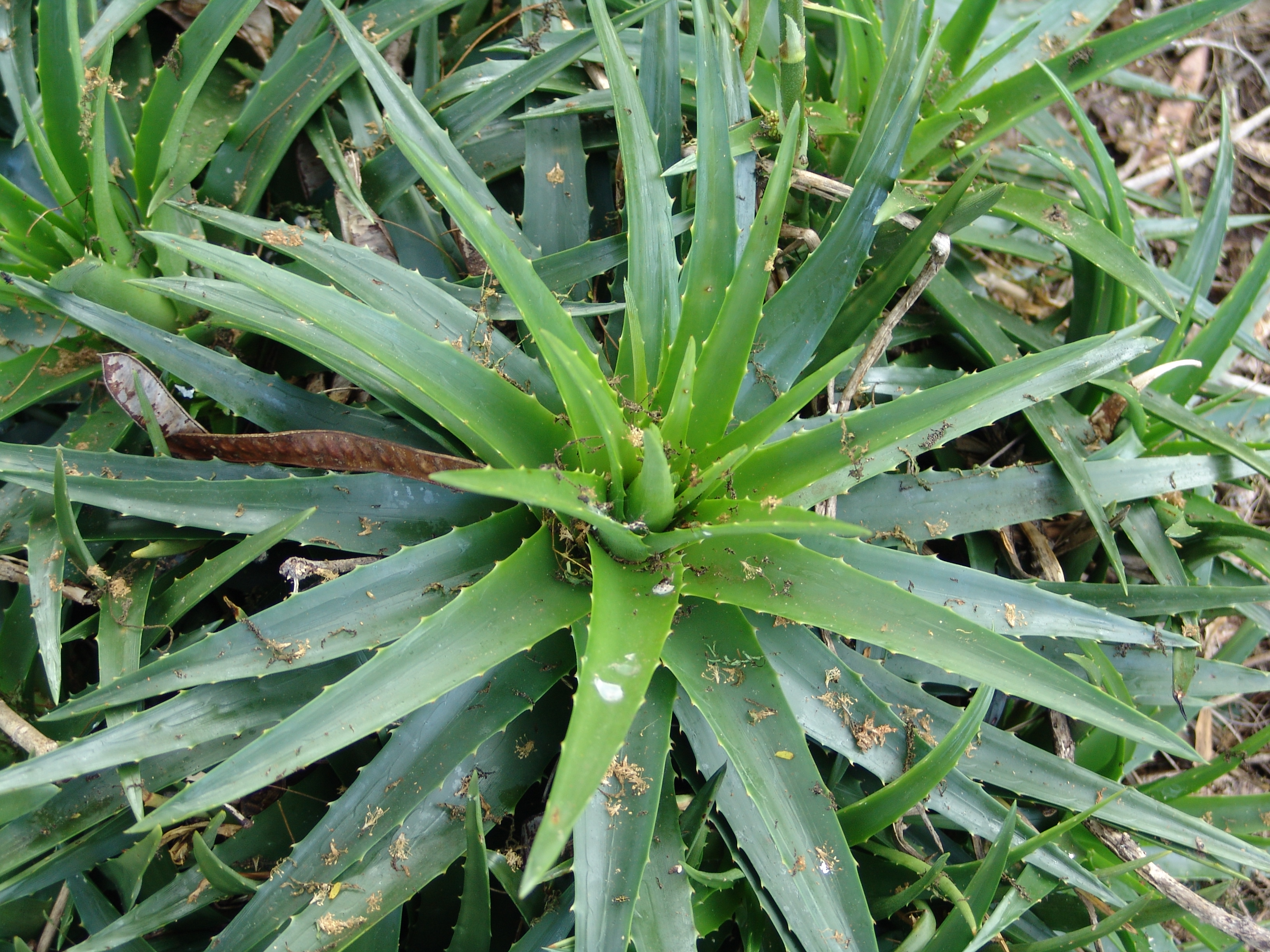